# استوارت هال
استوارت هال (به انگلیسی: Stuart Hall) (۳ فوریهٔ ۱۹۳۲ – ۱۰ فوریهٔ ۲۰۱۴) یک جامعه‌شناس، نظریه‌پرداز فرهنگی و فعال سیاسی مارکسیست بریتانیایی جامائیکایی‌تبار بود. هال، به همراه ریچارد هاگارت و ریموند ویلیامز، به عنوان یکی از چهره‌های بنیانگذار مکتب فکری است که اکنون به عنوان مطالعات فرهنگی انگلستان یا مدرسه مطالعات فرهنگی بیرمنگام شناخته می‌شود.
هال، آثار کلیدی در فرهنگ، رسانه و سیاست دارد. در سال ۱۹۵۱، هال به بریستول جایی که پیش از تحصیل در آکسفورد زندگی می‌کرد، رفت. او محصّل دانشگاه آکسفورد بود و فوق لیسانسش را از کالج مرتون گرفت. هال در دانشگاه بیرمنگهام، جایی‌که راهنمای مرکز مطالعات فرهنگی بیرمنگهام بود، مشغول به کار شد. بین سال‌های ۱۹۷۹ تا ۱۹۹۷ در دانشگاه آزاد صاحب مقام بود. در دهه ۱۹۵۰، و در احیای استیلای شوروی در سال ۱۹۵۶ بر مجارستان (جایی که هزاران عضو، حزب کمونیست را ترک کردند و جایگزین‌هایی برای راست‌کیشی‌های گذشته می‌جستند) هال به ای.پی. تامپسون، ریموند ویلیامز و دیگران جهت آغاز کار دو نشریه سوسیالیست رادیکال ملحق شد: خردِ نو و بررسی چپ جدید.
موقعیت شغلی او بعد از نوشتن هنرهای همه‌پسند در ۱۹۶۴، سرعت پیدا کرد. نتیجه مستقیم این کار، دعوت هال برای پیوستن به سی‌سی‌سی‌اس در بیرمنگهام، از سوی ریچارد هاگرت بود.

## زندگی‌نامه
استوارت هال (متولد ۱۹۳۲) یکی از سرشناس‌ترین و فره‌مندترین «روشنفکران مردمی» ۷ بریتانیا پس از دهه ۱۹۵۰ بوده‌است.
او در سال ۱۹۵۱ از جامائیکا به انگلستان آمد و در کرسی رودز اسکالر۸ در دانشگاه آکسفورد مشغول به کار شد. اندکی پس از آن وی به عنوان شخصیت اصلی جنبش نوپای چپ نو که از سال ۱۹۵۶ تا ۱۹۶۱ در انگلستان و اسکاتلند شکل گرفت شناخته شد و به سمت نخستین سردبیر نشریه چپ نو۹ که این جنبش آن را منتشر می‌کرد، منصوب شد.
هال در زمان افول این مرحله از جنبش، از سمت مذکور استعفا داد و اندکی بعد به مرکز مطالعات فرهنگی معاصر در دانشگاه بیرمنگام پیوست. او از سال ۱۹۶۸ تا ۱۹۷۹ مدیر این مرکز بود و در سال ۱۹۷۹ به کرسی استادی در رشته جامعه‌شناسی در دانشگاه اوپن برگزیده شد.
در سال‌های بعد، آرای او از طریق نوشته‌های سیاسی اش دربارهٔ "تاچریسم"۱۰، درس گفتارهای عمومی تاثیرگذارش و برنامه‌های خویشتندارانه و متفکرانه اش در رسانه‌های گوناگون مورد توجه طیف وسیعی از مخاطبان قرار گرفت.
هال به منزله اندیشمندی روشنفکر به الگویی از کار روشنفکری که آنتونیو گرامشی، نظریه‌پرداز مارکسیست، پیشنهاد می‌کند شباهت دارد: روشنفکری «ارگانیک» که همواره آماده عبور از شکاف میان حوزه سیاست و دانشگاه است.
برای نمونه هال روابط مهمی با برخی از هنرمندان سیاه‌پوست برقرار کرد و کوشید فعالیت‌های فرهنگی سیاه پوستان را ارتقا دهد.
او به همان اندازه فعالیت‌های فکری‌اش را با مشارکت در مجموعه‌ای از پروژه‌های سیاسی-روشنفکرانه، از جمله نوشته‌هایی برای نشریه پرنفوذ مارکسیسم امروز۱۱ در دهه ۱۹۸۰، درهم آمیخت.

## آثار
در ۱۹۶۸ استوات هال، مدیر بخشی در دانشگاه بیرمنگهام شد. او تعدادی کتاب تأثیرگذار در سال‌های پیش رو نوشت؛ شاملِ موقعیّت‌یابی مارکس: ارزیابی‌ها و انحرافات (۱۹۷۳) و رمزگذاری و رمزگشایی در گفتمان تلویزیون (۱۹۷۳) و پلیسی‌کردن بحران (۱۹۷۸). پس از انتصاب به عنوان پروفسور جامعه‌شناسی در دانشگاه آزاد در ۱۹۷۹، هال چند کتاب تأثیرگذار دیگر نوشت. شاملِ راهِ دشوارِ تجدّد (۱۹۸۸)، مقاومت از طریق مناسک (۱۹۸۹)، شکل‌گیری مدرنیته (۱۹۹۲)، مسایل هویّت فرهنگی (۱۹۹۶) و بازنمایی‌های فرهنگی و رویّه‌های دلالت‌گر (۱۹۹۷). هال در ۱۹۹۷ از دانشگاه آزاد بازنشسته شد.
استوارت هال، یکی از چهره‌های اصلی مؤثّر در پیشرفتِ مطالعات فرهنگی در انگلستان - دستِ کم از طریق ریاستش بر مرکز مطالعات فرهنگی معاصر بیرمنگهام بین سال‌های ۱۹۶۸ و ۱۹۷۹ - بوده‌است. بین سال‌های ۱۹۵۷ تا ۱۹۶۱، هال ویراستار نشریهٔ نیو لفت ریویو بود. در همین دوران و از دلِ همایش ملّی سال ۱۹۶۰ معلّمان، نخستین مطلبِ منتشرشده‌اش به ویراستاری پدی وانل، دربارهٔ «فرهنگ مردم‌پسند و مسئولیّت شخصی» (۱۹۶۴) بیرون آمد. (هال، خودش در آن‌زمان معلّم مدرسه بود) اثرِ نخستِ هال، تلاشی جدّی برای شناساندنِ آنچه در فرهنگِ مردم‌پسند مهم است و گریز از بی‌توجّهی لی‌وسیستی به فرهنگِ مردم‌پسند بعد از جنگ - که ویژگی آثار ریچارد هوگارت هم هست - بود. پس از دههٔ ۱۹۶۰ کارهای هال به نوعی بلوغ رسیدند. این آثار، هم بر پایهٔ سنّت انسان‌گرایانهٔ هوگارت، ریموند ویلیامز و ای. پی. تامپسونِ مورّخ بنیاد داشت و هم از پیش‌رفت‌های معاصر اروپایی - شامل ساختارگرایی آلتوسری و گونه‌ای بازکشفِ مارکسیستِ ایتالیایی، آنتونیو گرامشی - استفاده می‌کرد. (بنابراین نظریه‌های ایدئولوژی و هژمونی در کارهای او مهم و مرکزی‌ست) (نگاه کنید به هال ۱۹۸۴) در مرکز کارِ هال، تحلیل و وارسی روش‌هایی قرار دارند که از طریق آن‌ها فرهنگ، زندگی روزمره را سامان می‌دهد. با این‌که هال هیچ پژوهشی در حجم کتاب منتشر نکرده، شمارِ زیاد و مهمّی از مقالات و مجموعه‌ها را نوشته و ویراستاری کرده که تک‌تک‌شان نقشی کلیدی در رشد و پیشرفت مطالعات فرهنگی داشته‌اند. این مقاله‌ها از جمله شامل تلویزیون به مثابهٔ رسانه و نسبت آن با فرهنگ (۱۹۷۱) - که مرکزیّت تلویزیون را در فرهنگ مردم‌پسند نظریّه‌پردازی می‌کند - و رمزگذاری و رمزگشایی در گفتمان تلویزیون (۱۹۷۳) - که روی‌کرد نشانه‌شناختی را به مصرف و تولید پیام‌های رسانه‌ای از طریق تشخیص تأثیراتِ پیچیدهٔ اجتماعی بازنمایی‌شده در فهم مخاطب از متن معرّفی کرد - می‌شود. آثار هال، سرسختانه فصولِ مشترک و تقاطع‌های نژاد و امپریالیسم را در فرهنگ معاصر و بنابراین کم‌وبیش صریحاً تجربیّات خودش به عنوان بریتانیایی سیاه‌پوست را می‌کاود. (هال و جفرسون ۱۹۷۶) در پایان دههٔ ۱۹۷۰ و در دههٔ ۱۹۸۰ او به دلالت‌های سیاسی پیروزی دولت‌های محافظه‌کار در بریتانیا و «پوپولیسم اقتدارگرا» ی تاچر پرداخت. (هال و دیگران ۱۹۷۸ و هال ۱۹۸۵) هال، تا زمان بازنشستگی در ۱۹۹۷، استادِ جامعه‌شناسی در اوپن یونیورسیتی بود.

## نظریه دریافت
استوارت هال، یکی از مهم‌ترین توضیح‌دهندگان نظریه دریافت است. این رویکرد به متن‌کاوی بر نقطه توجّه مذاکره و مخالفت در سهم مخاطب متمرکز است. به این معنا که متن – چه کتاب باشد چه فیلم – منفعلانه از سوی مخاطبان پذیرفته نمی‌شود؛ بلکه مؤلّفه‌های فعّالانه را هم شامل می‌شود. فرد، دربارهٔ معنای متن مذاکره می‌کنند. معنا به پس‌زمینه فرهنگی فرد وابسته‌است. پس‌زمینه، می‌تواند توضیح بدهد که چطور بعضی خوانندگان قرائت خاصّی از متن را می‌پذیرند در حالی‌که دیگران ردّش می‌کنند.
این اندیشه‌ها بعدتر در الگوی هال دربارهٔ رمزگذاری/رمزگشایی گفتمان‌های رسانه‌ای توسعه یافت. معنای متن، جایی بین تولیدکننده و خواننده قرار دارد. با اینکه تولیدکننده متن را به روش خاصّی رمزگذاری می‌کند، خواننده آن را در مفهومی کمی متفاوت، رمزگشایی می‌کند – آن‌چیزی که هال، حاشیه فهم می‌خواند. این خط فکری به ساخت‌گرایی اجتماعی پیوند دارد.
آثار هال، به شکل گسترده‌ای تأثیرگذار تلقّی می‌شوند، مثل مطالعاتی که نشان‌دهنده پیوند بین پیش‌داوریهای نژادی و رسانه‌اند. این آثار هم‌چنین به عنوان آثار پایه‌ای مطالعات فرهنگی معاصر اهمیّت دارند.
هال بازنمایی را از شیوه‌های کلیدی تولید معنا می‌داند و فرایند تولید معنا از طریق زبان را رویه‌های دلالت می‌نامد. «بازنمایی» تولید معنا از طریق چارچوبهای مفهومی و گفتمانی است. به این معنی که «معنا» از طریق نشانه‌ها، به ویژه زبان تولید می‌شود. زبان سازنده معنا برای رویه‌های اجتماعی و اشیاء مادی است و فقط واسطه ای خنثی و بدون جهت‌گیری برای صورتبندی معانی و معرفت نیست. به این ترتیب، معنا بی‌ثبات، لغزنده، و همواره در حال تغییر و دگرگونی است و لذا آنچه «واقعیت» نامیده می‌شود، خارج از فرایند «بازنمایی» نیست.